# Dreiburgensee
Der Dreiburgensee, früher Rothauer See, Rottauer See und Rothaumühlweiher genannt, liegt 2,5 km nordwestlich von Tittling im Bayerischen Wald. Er wird nach dem ihn umgebenden Dreiburgenland mit der Burg Saldenburg, Englburg und Schloss Fürstenstein benannt. Er wurde 1703 erstmals erwähnt. Er war kurz zuvor als Fischzuchtteich des Feldmarschall-Leutnants Max Josef Graf von Tauffkirchen zu Guttenburg, dem Besitzer der Englburg, angelegt worden.

## Beschreibung
Der aufgestaute See hat eine Fläche von 8,31 Hektar und ist maximal 4,2 Meter tief. Bei einem Volumen von 156.000 m³ errechnet sich eine mittlere Tiefe von 1,88 Metern. Der Hauptzufluss Edtbach mündet an der Nordspitze des Sees. Die größte Tiefe erreicht der See im Südwesten nahe dem Abfluss der Kleinen Ohe. Der See hat eine Länge von 700 m und eine maximale Breite von 200 m. Er liegt zur Gänze im Gemeindegebiet Tittling. Die Gemeindegrenze zu Thurmansbang und die Landkreisgrenze zwischen dem Landkreis Passau und dem Landkreis Freyung-Grafenau verläuft am Westufer des Sees. An seiner Südseite liegt die Staatsstraße von Tittling nach Thurmansbang, um den See führt ein zu jeder Jahreszeit beliebter Rundweg mit zwei Kinderspielplätzen und einem Barfußpfad. Im Sommer ist der See ein bekannter Badeplatz mit Gastronomie, Hotels, Liegewiesen und Bootsverleih, im Winter kann man Schlittschuh laufen und Eisstock schießen. Die Straßenböschung bildet den Staudamm. Im Südwesten liegt direkt am See das Museumsdorf Bayerischer Wald, das größte Freilichtmuseum Deutschlands.
Im Jahr 1973 wurde am Westufer des Sees das Ferienhotel Dreiburgensee mit rund 350 Betten eröffnet. Wegen des guten Beispiels für landschaftsgebundenes Bauen erhielt sein Besitzer Georg Höltl 1975 die Umweltmedaille des Bayerischen Staatsministeriums für Landesentwicklung und Umweltfragen und 1976 das Bundesverdienstkreuz.
Am Ostufer stehen das 1972 eröffnete Hotel Seehof der Familie Tauer mit rund 50 Betten und das im Waldlerhaus-Stil 1983 neu erbaute Hotel Dreiburgensee-Ost. 1981 entschlossen sich aufgrund zunehmender Blaualgenbildung Gemeinden und Staat zu einer Sanierung des Sees mit dem Bau einer vollbiologischen Kläranlage in Saldenburg.
In der Nähe des Sees kommen seit ein paar Jahren Biber vor. Im September 2009 wurde der Biberdamm vom Fischereiverein Dreiburgenland wegen angeblicher Angst um den Fischbestand des Dreiburgensees zerstört.